# Kyle Casciaro
Kyle Casciaro (Gibilterra, 2 dicembre 1987) è un calciatore gibilterriano, centrocampista del Lynx.

## Biografia
Kyle Casciaro, non essendo un calciatore professionista, lavora come agente marittimo.

## Carriera

### Club
Nel 2010 ha iniziato a giocare nel Lincoln Red Imps, dove già militavano i fratelli Ryan e Lee.

### Nazionale
Esordisce con la Nazionale di Gibilterra il 19 novembre 2013 nella gara pareggiata 0-0 contro la Slovacchia. È curiosamente stato l'autore della marcatura con cui Gibilterra, per la prima volta nella sua storia, è riuscita a vincere una partita (1-0 nell'amichevole contro Malta).È stato autore del primo gol della sua Nazionale dopo ce la stessa era stata riconosciuta ufficialmente dalla FIFA in data 04 giugno 2014.

## Statistiche

### Cronologia presenze e reti in nazionale
| Cronologia completa delle presenze e delle reti in nazionale ― Gibilterra | Cronologia completa delle presenze e delle reti in nazionale ― Gibilterra | Cronologia completa delle presenze e delle reti in nazionale ― Gibilterra | Cronologia completa delle presenze e delle reti in nazionale ― Gibilterra | Cronologia completa delle presenze e delle reti in nazionale ― Gibilterra | Cronologia completa delle presenze e delle reti in nazionale ― Gibilterra | Cronologia completa delle presenze e delle reti in nazionale ― Gibilterra | Cronologia completa delle presenze e delle reti in nazionale ― Gibilterra |
| Data                                                                      | Città                                                                     | In casa                                                                   | Risultato                                                                 | Ospiti                                                                    | Competizione                                                              | Reti                                                                      | Note                                                                      |
| ------------------------------------------------------------------------- | ------------------------------------------------------------------------- | ------------------------------------------------------------------------- | ------------------------------------------------------------------------- | ------------------------------------------------------------------------- | ------------------------------------------------------------------------- | ------------------------------------------------------------------------- | ------------------------------------------------------------------------- |
| 19-11-2013                                                                | Faro                                                                      | Gibilterra                                                                | 0 – 0                                                                     | Slovacchia                                                                | Amichevole                                                                | -                                                                         | 56’                                                                       |
| 1-3-2014                                                                  | Gibilterra                                                                | Gibilterra                                                                | 1 – 4                                                                     | Fær Øer                                                                   | Amichevole                                                                | -                                                                         | 46’                                                                       |
| 5-3-2014                                                                  | Gibilterra                                                                | Gibilterra                                                                | 0 – 2                                                                     | Estonia                                                                   | Amichevole                                                                | -                                                                         | 46’                                                                       |
| 26-5-2014                                                                 | Tallinn                                                                   | Estonia                                                                   | 1 – 1                                                                     | Gibilterra                                                                | Amichevole                                                                | -                                                                         | 83’                                                                       |
| 4-6-2014                                                                  | Gibilterra                                                                | Gibilterra                                                                | 1 – 0                                                                     | Malta                                                                     | Amichevole                                                                | 1                                                                         | 89’                                                                       |
| 7-9-2014                                                                  | Faro                                                                      | Gibilterra                                                                | 0 – 7                                                                     | Polonia                                                                   | Qual. Euro 2016                                                           | -                                                                         | 63’                                                                       |
| 14-10-2014                                                                | Faro                                                                      | Gibilterra                                                                | 0 – 3                                                                     | Georgia                                                                   | Qual. Euro 2016                                                           | -                                                                         | 46’                                                                       |
| 14-11-2014                                                                | Norimberga                                                                | Germania                                                                  | 4 – 0                                                                     | Gibilterra                                                                | Qual. Euro 2016                                                           | -                                                                         | 71’                                                                       |
| 7-6-2015                                                                  | Varaždin                                                                  | Croazia                                                                   | 4 – 0                                                                     | Gibilterra                                                                | Amichevole                                                                | -                                                                         | 75’                                                                       |
| 13-6-2015                                                                 | Faro                                                                      | Gibilterra                                                                | 0 – 7                                                                     | Germania                                                                  | Qual. Euro 2016                                                           | -                                                                         | 78’                                                                       |
| 4-9-2015                                                                  | Loulé                                                                     | Gibilterra                                                                | 0 – 4                                                                     | Irlanda                                                                   | Qual. Euro 2016                                                           | -                                                                         | 9’ 61’                                                                    |
| 7-9-2015                                                                  | Varsavia                                                                  | Polonia                                                                   | 8 – 1                                                                     | Gibilterra                                                                | Qual. Euro 2016                                                           | -                                                                         | 46’                                                                       |
| 8-10-2015                                                                 | Tbilisi                                                                   | Georgia                                                                   | 4 – 0                                                                     | Gibilterra                                                                | Qual. Euro 2016                                                           | -                                                                         | 85’                                                                       |
| 11-10-2015                                                                | Loulé                                                                     | Gibilterra                                                                | 0 – 6                                                                     | Scozia                                                                    | Qual. Euro 2016                                                           | -                                                                         | 89’                                                                       |
| 23-3-2016                                                                 | Gibilterra                                                                | Gibilterra                                                                | 0 – 0                                                                     | Liechtenstein                                                             | Amichevole                                                                | -                                                                         | 81’                                                                       |
| 29-3-2016                                                                 | Gibilterra                                                                | Gibilterra                                                                | 0 – 5                                                                     | Lettonia                                                                  | Amichevole                                                                | -                                                                         | 70’ 79’                                                                   |
| 1-9-2016                                                                  | Porto                                                                     | Portogallo                                                                | 5 – 0                                                                     | Gibilterra                                                                | Amichevole                                                                | -                                                                         | 63’                                                                       |
| 6-9-2016                                                                  | Faro                                                                      | Gibilterra                                                                | 1 – 4                                                                     | Grecia                                                                    | Qual. Mondiali 2018                                                       | -                                                                         | 71’                                                                       |
| 7-10-2016                                                                 | Tallinn                                                                   | Estonia                                                                   | 4 – 0                                                                     | Gibilterra                                                                | Qual. Mondiali 2018                                                       | -                                                                         | 89’                                                                       |
| 10-10-2016                                                                | Faro                                                                      | Gibilterra                                                                | 0 – 6                                                                     | Belgio                                                                    | Qual. Mondiali 2018                                                       | -                                                                         | 86’                                                                       |
| 13-11-2016                                                                | Nicosia                                                                   | Cipro                                                                     | 3 – 1                                                                     | Gibilterra                                                                | Qual. Mondiali 2018                                                       | -                                                                         | 74’                                                                       |
| 25-3-2017                                                                 | Zenica                                                                    | Bosnia ed Erzegovina                                                      | 5 – 0                                                                     | Gibilterra                                                                | Qual. Mondiali 2018                                                       | -                                                                         | 88’                                                                       |
| 9-6-2017                                                                  | Faro                                                                      | Gibilterra                                                                | 1 – 2                                                                     | Cipro                                                                     | Qual. Mondiali 2018                                                       | -                                                                         | 90’                                                                       |
| 16-10-2018                                                                | Gibilterra                                                                | Gibilterra                                                                | 2 – 1                                                                     | Liechtenstein                                                             | UEFA Nations League 2018-2019 - 1º turno                                  | -                                                                         | 75’                                                                       |
| 11-11-2020                                                                | Sofia                                                                     | Bulgaria                                                                  | 3 – 0                                                                     | Gibilterra                                                                | Amichevole                                                                | -                                                                         | 57’ 80’                                                                   |
| 14-11-2020                                                                | Serravalle                                                                | San Marino                                                                | 0 – 0                                                                     | Gibilterra                                                                | UEFA Nations League 2020-2021 - 1º turno                                  | -                                                                         | 54’                                                                       |
| Totale                                                                    |                                                                           | Presenze                                                                  | 26                                                                        |                                                                           | Reti                                                                      | 1                                                                         |                                                                           |

## Palmarès

### Club

#### Competizioni nazionali
- Campionato gibilterriano: 8

2010-2011, 2011-2012, 2012-2013, 2013-2014, 2014-2015, 2015-2016, 2018-2019, 2020-2021
- Coppa di Gibilterra: 6

Lincoln Red Imps: 2011, 2013-2014, 2014-2015, 2015-2016, 2020-2021
FCB Magpies: 2022-2023
- Supercoppa di Gibilterra: 4

Lincoln Red Imps: 2011, 2014, 2015, 2017
- Gibraltar Premier Cup: 1

Lincoln Red Imps: 2013-2014